# Hilda Schulhof
Hilda Schulhof (tschechisch Hilda Schulhofová; geboren am 30. Januar 1889 in Prag; gestorben nach dem 8. September 1942 im Vernichtungslager Maly Trostinez) war eine österreichische bzw. ab 1918 tschechoslowakische Germanistin, die besonders mit Arbeiten zu Joseph von Eichendorff hervorgetreten ist.

## Leben und Werk
Schulhof wuchs in einer deutschsprachigen, jüdischen Kaufmannsfamilie in Prag auf und absolvierte dort das Deutsche Mädchenlyzeum. 1909–1912 studierte sie an der deutschen Karl-Ferdinands-Universität Prag und promovierte hier 1912 bei August Sauer über Eichendorffs Jugendgedichte aus der Breslauer Schulzeit. Gemeinsam mit Sauer edierte sie in den folgenden Jahren den ersten, das lyrische Werk umfassenden Band der historisch-kritischen Ausgabe der Werke Eichendorffs (Gedichte; zwei Bände, Regensburg 1921/23) und gilt als „zentrale Forscherpersönlichkeit“ der Eichendorff-Forschung ihrer Zeit. Auch an der gleichfalls von Sauer begonnenen und nach dessen Tod 1926 von Reinhold Backmann fortgeführten Gesamtausgabe der Werke Franz Grillparzers arbeitete sie mit. Zwar firmierte sie hier nicht als Herausgeberin, doch für die „Bewältigung ihrer fern von den Wiener Bibliotheken nicht leichten Aufgabe“ sprach Backmann seiner „Mitarbeiterin“ in der Vorrede des 1936 erschienenen achten Bandes seinen Dank aus, zu dem Schulhof auch eine kurze Einführung verfasste. Diese Arbeiten führten sie auf das Feld der deutsch-spanischen Literaturbeziehungen. Hier veröffentlichte sie 1925 eine Monographie über die deutschen Übersetzungen von Juan Manuels El Conde Lucanor, wobei ihr Hauptaugenmerk der Eichendorffschen Gesamtübersetzung galt, sowie 1934 einen Aufsatz über den Einfluss von Pedro Calderón de la Barca auf das Schaffen Grillparzers.
Am 4. September 1942 wurde sie von den deutschen Besatzern zunächst aus Prag ins KZ Theresienstadt deportiert, von dort vier Tage darauf ins Vernichtungslager Maly Trostinez, und ermordet.

## Veröffentlichungen
- Eichendorffs Jugendgedichte aus seiner Schulzeit. Koppe-Bellmann, Prag 1915 (= Prager deutsche Studien 23).
- Die Textgeschichte von Eichendorffs Gedichten. In: Zeitschrift für deutsche Philologie 47, 1918, S. 22–82.
- Eichendorff und die spanische Lyrik. In: Euphorion 22:3, 1920, S. 564–607.
- Die beiden „Elegants“ in Eichendorffs „Krieg den Philistern“. In: Eichendorff-Kalender für das Jahr 1920. Parcus & Co., München 1920, S. 51–52.
- Kleine Bemerkungen zu Eichendorff (I. Ein romantischer Ahnherr des „Taugenichts“; II. Zur Geschichte des Reimes „An die Meisten“; III. Als Gegner Fouqués). In: Euphorion 23:1, 1921, S. 109–112.
- W. H. Riehls musikgeschichtliche Novellen. In: Der Auftakt 3:8, 1923, S. 183–87.
- Eichendorff und das Auswanderungsproblem. In: Der Oberschlesier 7, 1925 (Eichendorff-Sonderheft), S. 289–299.
- Die Idylle Lubowitz. In: Der Oberschlesier 7, 1925 (Eichendorff-Sonderheft), S. 342–354.
- Spanische Prosadichtung des Mittelalters in deutscher Übersetzung (Juan Manuels "El conde Lucanor"). Sudetendeutscher Verlag F. Kraus, Reichenberg in Böhmen 1925 (= Prager deutsche Studien 34). Nachdruck: Gerstenberg, Hildesheim 1974.
- Die Frauen in Eichendorffs Dichtung. In: Aurora – Ein romantischer Almanach, Band 2. Verlag „Der Oberschlesier“, Oppeln 1932, S. 18–22.
- Grillparzer und Calderon. In: Jahrbuch der Grillparzer-Gesellschaft 33, 1934, S. 53–65.